# João Signorelli
João Signorelli e Silva (Cambuquira, 22 de dezembro de 1956) é um ator brasileiro.
João Signorelli trabalha como ator há mais de 30 anos.
Participou das inúmeras peças de teatro, como Um Bonde Chamado Desejo, Diário de um Mago, As Mil e Uma Noites, A Promessa, O Homem de la Mancha e Gandhi – A Ética Inspiradora.
No cinema atuou em Carandiru, Garrincha - Estrela Solitária, Boca de Ouro, Stelinha e Vai Trabalhar, Vagabundo II - A Volta.
Na televisão fez telenovelas e minisséries, como Araguaia, Caminho das Índias, Amazônia, de Galvez a Chico Mendes, América, Grande Sertão: Veredas e Bebê a Bordo, entre outros trabalhos.

## Filmografia

### Televisão
| Ano       | Título                             | Papel                                         | Emissora          |
| --------- | ---------------------------------- | --------------------------------------------- | ----------------- |
| 1974      | Supermanoela                       | Nando                                         | Rede Globo        |
| 1974      | A Barba-Azul                       | Tito                                          | Rede Tupi         |
| 1976      | Canção para Isabel                 | Julião                                        | Rede Tupi         |
| 1977      | O Espantalho                       | Odilon                                        | Rede Record       |
| 1978      | Salario Mínimo                     | Fabrício                                      | Rede Tupi         |
| 1979      | O Todo-Poderoso                    | João                                          | Rede Bandeirantes |
| 1981      | Rosa Baiana                        | Roberto                                       | Rede Bandeirantes |
| 1981      | Partidas Dobradas                  | -                                             | TV Cultura        |
| 1982      | Os Imigrantes - Terceira Geração   | Youssefinho                                   | Rede Bandeirantes |
| 1983      | Voltei pra Você                    | Vado                                          | Rede Globo        |
| 1984      | Meus Filhos, Minha Vida            | -                                             | SBT               |
| 1985      | Grande Sertão: Veredas             | Capixum                                       | Rede Globo        |
| 1985      | A Gata Comeu                       | Varetão                                       | Rede Globo        |
| 1986      | Dona Beija                         | Brigada                                       | Rede Manchete     |
| 1986      | Mania de Querer                    | Zé                                            | Rede Manchete     |
| 1988      | Bebê a Bordo                       | Celso                                         | Rede Globo        |
| 1989      | Tieta                              | caminhoneiro que assedia Leonora na quermesse | Rede Globo        |
| 1989      | Que Rei Sou Eu?                    | Campot                                        | Rede Globo        |
| 1989      | Top Model                          | Ataíde                                        | Rede Globo        |
| 1990      | Fronteiras do Desconhecido         | -                                             | Rede Manchete     |
| 1990      | Araponga                           | Escubidu                                      | Rede Globo        |
| 1991      | O Dono do Mundo                    | Gustavo                                       | Rede Globo        |
| 1991      | O Sorriso do Lagarto               | chefe de segurança                            | Rede Globo        |
| 1991      | O Guarani                          | -                                             | Rede Manchete     |
| 1993      | Guerra Sem Fim                     | Capitão K                                     | Rede Manchete     |
| 1993      | O Mapa da Mina                     | bandido                                       | Rede Globo        |
| 1994      | Você Decide                        | Pagnonceli                                    | Rede Globo        |
| 1995      | Tocaia Grande                      | Agnaldo                                       | Rede Manchete     |
| 1997      | Por Amor e Ódio                    | Danilo                                        | Rede Record       |
| 1998      | Serras Azuis                       | Nufo                                          | Rede Bandeirantes |
| 2000      | Aquarela do Brasil                 | Álvaro                                        | Rede Globo        |
| 2004      | Senhora do Destino                 | sequestrador de Maria Eduarda                 | Rede Globo        |
| 2005      | Carandiru, Outras Histórias        | -                                             | Rede Globo        |
| 2007      | Amazônia, de Galvez a Chico Mendes | Rui                                           | Rede Globo        |
| 2008      | Água na Boca                       | Peterlongo                                    | Rede Bandeirantes |
| 2009      | Caminho das Índias                 | guru                                          | Rede Globo        |
| 2013      | Salve Jorge                        | Arnold                                        | Rede Globo        |
| 2013      | Brilhante F.C.                     | Aloísio                                       | TV Brasil         |
| 2013      | Surtadas na Yoga                   | Guru                                          |                   |
| 2014-2015 | Chiquititas                        | Joaquim                                       | SBT               |
| 2018      | Terrores Urbanos                   | Homem do Saco                                 | Rede Record       |

### Cinema
| Ano  | Título                                        | Personagem                    | Notas          |
| ---- | --------------------------------------------- | ----------------------------- | -------------- |
| 1976 | Fogo Morto                                    |                               |                |
| 1978 | Meus Homens, Meus Amores                      |                               |                |
| 1980 | O Grotão                                      |                               | Curta-metragem |
| 1989 | Lili, a Estrela do Crime                      | Corvo                         |                |
| 1990 | Boca de Ouro                                  |                               |                |
| 1990 | Stelinha                                      |                               |                |
| 1991 | Vai Trabalhar, Vagabundo II - A Volta         |                               |                |
| 1993 | Oceano Atlantis                               |                               |                |
| 1994 | O Anel de Tucum                               | André                         |                |
| 2009 | Salve Geral                                   | Careca                        |                |
| 2011 | Andaluz                                       | Marino                        |                |
| 2012 | Bruna Surfistinha                             | Motorista do ônibus do Vintão |                |
| 2016 | Mundo Cão                                     | Ricardo (atendente do IML)    |                |
| 2016 | O Experimento                                 | Homem                         | Curta-metragem |
| 2018 | Sequestro Relâmpago                           | Owsaldo                       |                |
| 2019 | Albatroz                                      | Diretor da peça de teatro     |                |
| 2022 | Predestinado: Arigó e o Espírito do Dr. Fritz | Chico Xavier                  |                |